# Paragonimus
Paragonimus es un género de platelmintos digéneos que causan la paragonimosis, una enfermedad que afecta cerca de 22 millones de personas en el mundo.

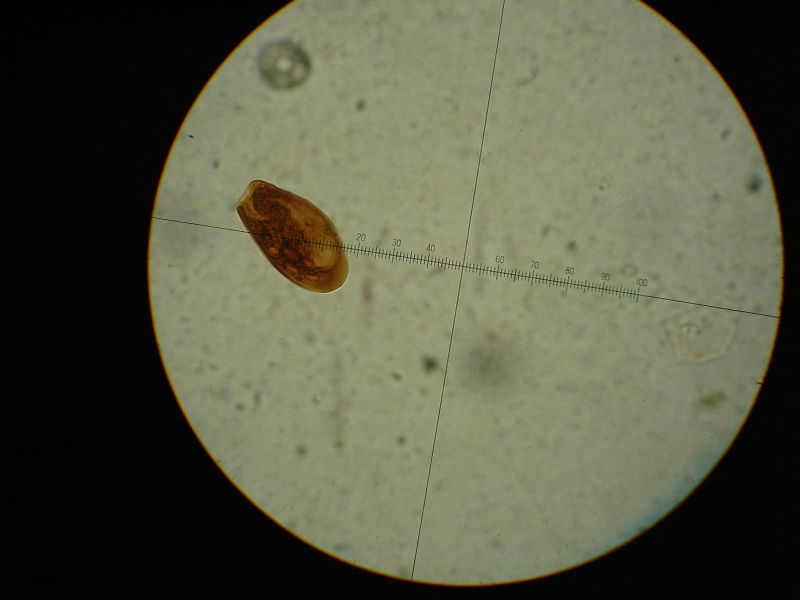
Duela adulta.

Estos parásitos se localizan preferentemente en los pulmones de los mamíferos y causan inflamación interna, dolores, tos seca y fiebre. También se localizan a veces en el hígado, bazo, riñones y otros órganos, incluso el cerebro.  Las duelas adultas miden entre 7,5 y 12 mm de largo por 4 a 6 mm  de ancho y un grosor de 3,5 a 5 mm.
El ciclo de vida de los Paragonimus incluye dos hospederos intermediarios, un molusco y un crustáceo de agua dulce, antes de instalarse en hospederos definitivos, humanos u otros mamíferos domésticos o silvestres. La infección ocurre al ingerir cangrejos o camarones de agua dulce crudos o mal cocinados o al manipular utensilios contaminados antes de la cocción.

## Especies[4][5]
- Paragonimus africanus Camerún, Congo, Nigeria, Ghana.
- Paragonimus amazonicus Amazonia occidental.[6]
- Paragonimus caliensis Colombia, Ecuador, Panamá y Costa Rica[7]
- Paragonimus compactus Sri Lanka.
- Paragonimus heterotremus Tailandia, Laos, sur de China.
- Paragonimus hueitugensis China.
- Paragonimus iloktsuenensis Japón, Taiwán.
- Paragonimus kellicotti Estados Unidos.[8]
- Paragonimus mexicanus México, Centroamérica, Venezuela, Colombia, Ecuador, Perú.[9][10]
- Paragonimus miyazakii  Japón.
- Paragonimus ohirai Japón.
- Paragonimus pulmonalis Corea, China, Japón.
- Paragonimus sadoensis Japón.
- Paragonimus skrjabini China.
- Paragonimus uterobilateralis Camerún, Nigeria, Costa de Marfil, Guinea, Liberia.
- Paragonimus vietnamensis Vietnam.[11]
- Paragonimus westermani Filipinas, Indonesia, Malasia, India, Sri Lanka, Japón, Corea, China, Rusia asiática.

### Paragonimus rudis
El 18 de setiembre de 1828, Johann Natterer encontró 14 duelas en los pulmones de una nutria del río Guaporé, en Mato Grosso, Brasil. Fueron descritas como especie en 1850 por Diesing, con el nombre Distornimi rude. Dos de estas duelas se conservan en la colección del Museo de Historia Natural de Viena. En 1855, llamó la especie Distoma rude y así se le conoció hasta que a propuesta de Stiles e Hassall, en 1901 Braun la incluyó en el recientemente descrito por él, género Paragonimus, como Paragonimus rudis. Las investigaciones en 1981 y 1993  para encontrar nuevamente el Paragonimus rudis en la región no tuvieron éxito, por lo que por ahora se considera un nomen nudum o más  bien como species inquirenda. ya que es muy posible que esté relacionada con la especie Paragonimus amazonicus descubierta en la cuenca del Amazonas en el Perú; Además, algunos expertos sostienen que Paragonimus rudis es una especie válida.